# Ägarfrämjandet
Ägarfrämjandet är partipolitiskt obunden förening med uppdraget att aktivt verka för att stärka den privata äganderätten i Sverige.
Föreningen  bildades 1989 och är en systerorganisation till Aktiespararna. Den ska öka förståelsen och respekten för det privata ägandet,
och bedriver opinionsarbete i ägarfrågor.
I Ägarfrämjandet ingår förutom Sveriges Aktiesparares Riksförbund också Villaägarna, Fastighetsägarna, Företagarna, LRF, Svensk Handel, SBC och Sveriges jordägareförbund, vilket betyder att den genom sina åtta medlemsorganisationer företräder drygt 800 000 medlemmar.
Ordförande i ägarframjandet är sedan 2007 Lars-Erik Forsgårdh. Generalsekreterare fram till 2011 var Karin Åhman.